# Stiphout
Stiphout is een dorp in de stad Helmond en een voormalige gemeente in de Nederlandse provincie Noord-Brabant.
Sinds de annexatie in 1968 is het een stadsdeel van Helmond. Stiphout is gelegen in de Meierij van 's-Hertogenbosch. In 2005 werd gevierd dat Stiphout 850 jaar geleden voor het eerst in de bronnen werd vermeld. Stiphout telt 5445 inwoners (1 januari 2022).

## Geschiedenis
De eerste schriftelijke vermelding van Stiphout is in een schenkingsoorkonde uit 1155, toen gesproken werd van 'Villa Stilpot'. Uit 1292 stamt een tweede document waarin hertog Jan II van Brabant de grenzen met de heerlijkheid Mierlo vastlegt. Stiphout was toen een hertogsdorp, doch het werd in 1314 verpand aan de heer van Helmond, Jan I Berthout van Berlaer, die het ruilde met zijn bezit in Lier. Sindsdien was het dorp deel van de heerlijkheid Helmond, die ook het cijnsrecht bezat. Van 1320 tot 1817 werd het verschuldigde bedrag door de rentmeester van Helmond geïnd. Omstreeks 1300 kreeg Stiphout gemeenterechten.
Overigens bezat de heer van Helmond niet alle rechten, want Stiphout maakte sinds 1392 ook deel uit van een andere heerlijkheid, en wel samen met Aarle, Beek en Rixtel. Vanaf 1642 werd Stiphout echter samen met Croy als heerlijkheid uitgegeven aan Jean Baptiste van Elen, heer van Gasborre.
De leenheren waren achtereenvolgens: de hertog van Brabant, maar later waren dat de koningen van Spanje, en na 1648, de Staten-Generaal der Republiek der Verenigde Nederlanden.
Het dorpsbestuur bestond in de 17e en 18e eeuw uit een drossaard, als vertegenwoordiger van de heer, een schepenbank met zeven schepenen, twee borgemeesters, twee kerkmeesters, twee Heilige Geest- of armmeesters en de dorpssecretaris. De heimeester moest toezien op goed gebruik van de gemene gronden, de rotmeesters leidden de burgerwachten of rotten.
Stiphout was arm, de inwoners leefden van het kleine boerenbedrijf en de linnenweverij. Op de akkers werd hoofdzakelijk rogge en boekweit verbouwd, en op de hooi en beemdlanden graasden de koeien. Buiten de kudde schapen was de veestapel gering. Herhaaldelijk kreeg men te maken met vreemde troepen zoals de Geldersen die Stiphout verwoestten in 1512 en de Spanjaarden die in 1587 de kerk in brand staken. In 1593 moest het dorp een schatting aan de Spaanse troepen betalen.
Na deze oorlogsjaren herstelde de economie zich weer enigszins.
In 1730 werd voor het eerst een schooltje gebouwd in Stiphout. In 1810 werd de gemeente Stiphout opgericht in de moderne zin van het woord.
Omstreeks 1932 had Stiphout ongeveer 1500 inwoners die in de landbouw of als fabrieksarbeider in Helmond werkten. Gedurende de economische crisis werden vele werklozen ingezet bij werkverschaffingsprojecten waarbij de woeste gronden werden ontgonnen.

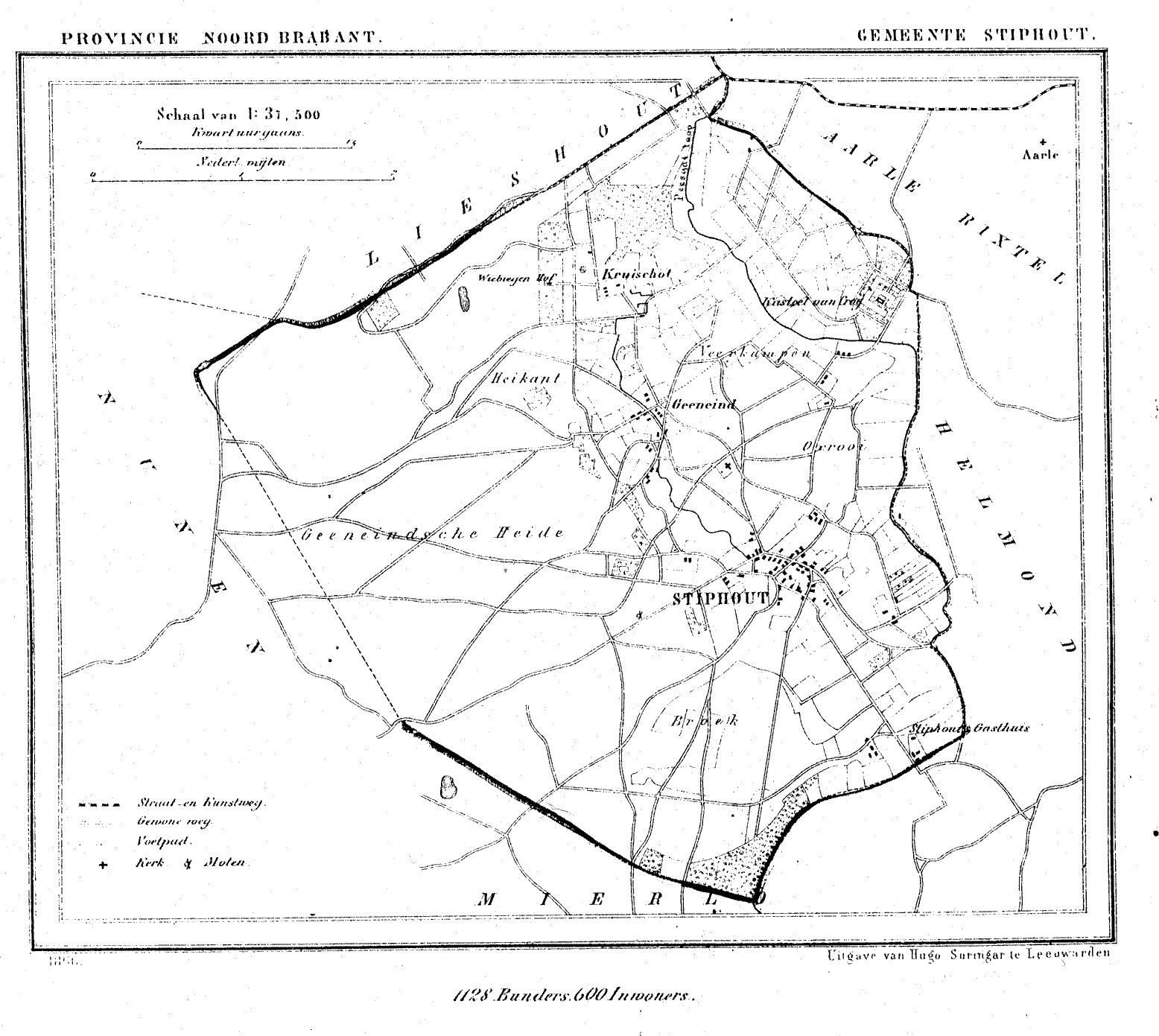
Stiphout in 1865

Tijdens de Tweede Wereldoorlog werd Stiphout aanvankelijk met rust gelaten door de nazi's, waardoor de voedseldistributie kon worden ontdoken. In 1943 werd echter de verplichte voedselregistratie doorgevoerd, waarop de distributie-administratie in brand werd gestoken. De bevrijding kwam op 22 september 1944.
Nadien vond er een snelle bevolkingsaanwas plaats, tot 3000 in 1965. De openbare voorzieningen, zoals waterleiding, ontbraken echter nog goeddeels. In 1955 was de waterleiding een feit. Nu was echter ook een riolering nodig, want het overgrote deel van de bevolking gebruikte nog beerputten die het gebruikte leidingwater niet konden verwerken. Pas in 1967 kon de gehele riolering in gebruik worden genomen.

### Annexatie-geschiedenis
In 1846 bestonden plannen om Stiphout bij Aarle-Rixtel te voegen. Dit plan werd echter door de Stiphoutse bevolking verworpen. In 1919 stelde Helmond een annexatieplan op, waar Stiphout echter niet in voorkwam. Hoewel Stiphout, vanwege financiële problemen, nu niet tegen was, wilde Helmond deze annexatie niet. Ook de in 1923 aangetreden burgemeester, H.J.M. van der Weiden, wenste geen annexatie. Daarna was de stemming wisselend, al naar de financiële toestand van het ogenblik. Als men annexatie wenste, hield Helmond de boot af.
De bezetting tijdens de Tweede Wereldoorlog zorgde voor vertraging, maar het vuurtje bleef smeulen en diverse annexatie-voorstellen van Helmondse kant werden nu categorisch afgewezen door Stiphout. Toen echter burgemeester van der Weiden stierf in 1957 was annexatie nog slechts een kwestie van tijd, ondanks protestacties en anti-annexatiecomités.
Sinds 1968 behoort Stiphout (minus het landgoed Croy) dan ook tot de gemeente Helmond, en is deels een villadorp. Daarom is het een van de rijkste dorpen van Nederland. Toch duidt de naam van de carnavalsvereniging: 'Spurriezeiers' nog altijd op de vroegere armoede. Spurrie was namelijk een armetierig gewas, dat enkel op de allerarmste grond werd gezaaid.

### Mirakel van Stiphout
Het Sacramentswonder van Stiphout vond plaats in 1342, toen de bliksem insloeg in de kerk. Terwijl de pastoor niets kon ondernemen tegen de brand verzocht een boer, Jan Baloys om de kerk te mogen binnengaan teneinde het Heilig Sacrament te kunnen redden. De vlammen deerden de boer niet, doch weken uiteen zodat hij het Sacrament in veiligheid kon brengen. Toen hij terug naar huis ging, waren zijn akkers reeds omgeploegd.
Na deze gebeurtenis werd de voormalige kerk een bedevaartsoord, waar vooral 'door de duivel bezetenen' hun toevlucht zochten. Gedurende de 18e en 19e eeuw raakte deze bedevaart in onbruik.

### Steenfabriek
In 1919 werd de steenfabriek De Nijverheid opgericht, die gevestigd was tussen Stiphout en Mierlo. In 1921 werd het: Van der Meeren & Co., en later J.H. van Grootel & Co. Als grondstof werd leem gebruikt uit het nabijgelegen gebied De Leemkuilen. Het bedrijf werd gesloten in de jaren 70 van de 20e eeuw en in 1981 werd het een restaurant.

## Bezienswaardigheden

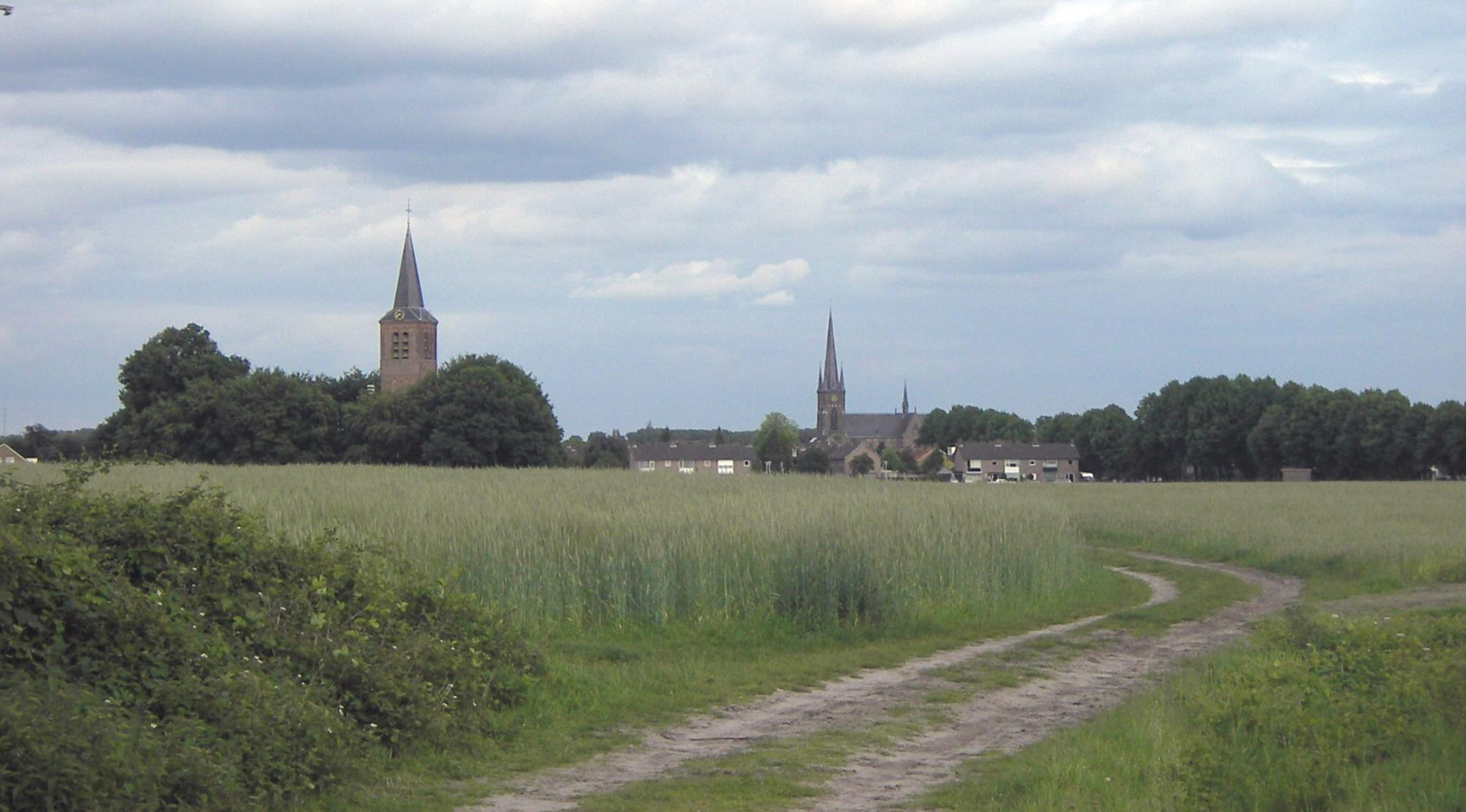
Stiphout, Oude Toren en St. Trudokerk

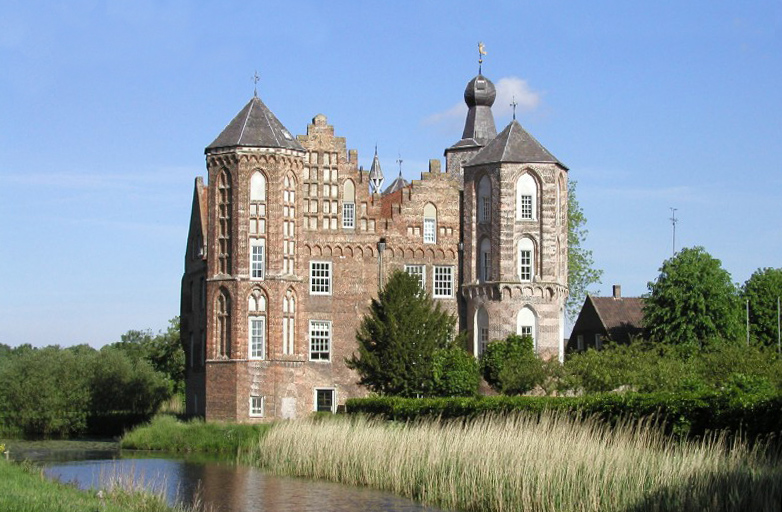
Kasteel Croy

- De Oude Toren is het restant van de voormalige Sint-Trudokerk. Het is een gotisch bouwwerk uit de late middeleeuwen (omstreeks 1350).
- Sint-Trudokerk, een neogotisch bouwwerk uit 1884.
- Bevrijdingsmonument aan de Kloosterstraat/Wevestraat. Het monument is in 1986 door de Stiphoutenaar Sjef Verhoeven vervaardigd uit dankbaarheid jegens de meestal nog jonge mannen die hun leven hebben gegeven voor de vrede en stond oorspronkelijk aan de Dorpsstraat op de kruising met de Sint Trudostraat. (Voor een foto zie onderaan dit artikel bij externe links) Op 22 september 2006 bij de 62e herdenking van de bevrijding van Stiphout (en het westen van Helmond) is het monument op zijn nieuwe plek aan de Kloosterstraat, wederom onthuld.
- Kasteel Croy, een kasteel en landgoed dat vermoedelijk stamt uit de vijftiende eeuw en ten noordoosten van het dorp ligt. Vanaf 1642 behoorde Croy tot de gemeente Stiphout tot de gemeentelijke herindeling van 1968.

## Evenementen
- De Profronde van Stiphout die jaarlijks op de eerste dinsdag na de Ronde van Frankrijk werd verreden en waaraan veel succesvolle renners uit de Tour deelnamen. In 2014 is deze profronde de laatste keer verreden.

- Sinds 1976 organiseert de gelijknamige stichting de Fietsvierdaagse De Peel met een startplaats in Stiphout. Dit evenement heeft inmiddels een nationaal karakter gekregen en trekt jaarlijks vele fietsliefhebbers naar Stiphout en de Peel.

## Natuur en landschap
Ten oosten van Stiphout loopt de Goorloop, een betrekkelijk ongeschonden zijbeek van de Aa. Ten noorden van het dorp ligt een kleinschalig akkerbouwgebied, en ten zuiden liggen de beemden van de Goorloop.
- Stiphoutse Loop. De Stiphoutse Loop is een onaangetaste meanderende beek, die sinds enkele jaren een beschermd natuurgebied is. De beek mondt uit in de Goorloop

- Geeneindse Heide. Dit is een voornamelijk met grove den beplant voormalig heide- en stuifzandgebied van ongeveer 500 ha. Het Kamerven en het Witven zijn de belangrijkste vennen hierin. Men kan er wandelen en fietsen. Zie: Stiphoutse Bossen

- De Zandbergen. Dit zijn de laatste overgebleven stuifzandvlaktes in de Stiphoutse Bossen. In totaal zijn het 3 losse vlaktes, die ieder jaar het toneel vormen van diverse activiteiten, zoals mountainbikewedstrijden en scoutingwedstrijden (RSW).

## Onderwijs
- Openbaar Kindcentrum De Lindt
- Basisschool Sint Trudo

## Verenigingen
- Jeu de Boules Stiphout
- Bridgeclub Baloys
- Voetbalvereniging Stiphout Vooruit
- Carnavalsvereniging De Spurriezeiers
- Scouting Jan Baloys
- Helmondse Atletiek Club
- Fanfare de Vooruitgang
- Sint Antonius Gilde
- Tourclub Stiphout
- Tafeltennisvereniging Stiphout
- Toneelvereniging d'Opkamerkomedianten